# Acastroma introducta
Acastroma introducta är en insektsart som beskrevs av Rauno E. Linnavuori 1969. Acastroma introducta ingår i släktet Acastroma och familjen dvärgstritar. Inga underarter finns listade i Catalogue of Life.